# Alva Klum Ekdahl
Alva Marit Klum Ekdahl, född 16 mars 1984 i Stockholm, är en svensk låtskrivare, textförfattare och artist. 

## Biografi
Alvas Klums barnmusikalbum Känslolåtarna – som det känns när det känns, producerat av Lars Halapi, släpptes år 2022. Albumet gavs ut av Sony Music Entertainment Sverige och noterna av Gehrmans musikförlag. Vid Grammisgalan 2023 nominerades albumet i kategorin Årets barnmusik.
Hon skriver även musik riktad till en äldre publik under artistnamnet AlvaMarit.

## Diskografi

### Alva Klum
- 2021 – Jullåten
- 2022 – Sjungalåten
- 2022 – Låt mig va
- 2022 – Känslolåtarna – som det känns när det känns (album)
- 2023 – Varför ska man sova?
- 2023 – Vintern är min
- 2023 – Vårlåten

### AlvaMarit
- 2022 – Christmas lights (cover, Coldplay)
- 2022 – Julens frusnaste barn]
- 2022 – Bubbles
- 2023 – Joni on repeat [7] [8]
- 2023 – Not even Sunday [9]
- 2023 – Salvation [10] [11]
- 2023 – Just go [12]